# 奇萊
奇萊為台灣花東縱谷北端、今花蓮市的古地名。「奇萊」一詞原為台灣原住民撒奇萊雅族的台語音譯簡稱，以族名稱族人世居的花蓮平原為「奇萊平原」（今花蓮市），內陸深山中的祖山為「奇萊山」。清治及日治初期地圖標示為「岐萊」，清治1879年的《台灣輿圖並說》後山有標示「岐萊」行政區域的南北邊界，在日治、戰後聯勤、經建的舊版地圖標示的漢字「奇」之上有加草字頭標為「䓫萊」。
如今「奇萊」一詞多用來簡稱奇萊山或其連峰，是中央山脈主脊中段之高峰，包括名列一奇及十峻之一的最高峰奇萊北峰，以及奇萊池山、奇萊主山、卡樓羅山、奇萊裡山、奇萊南峰等，鄰近的屏風山、南華山等亦可同列。奇萊山群位於花蓮縣秀林鄉與南投縣仁愛鄉交界，大多位在太魯閣國家公園園區內。從最高峰奇萊北峰往東岔出的大支脈登山界稱為「奇萊東稜」，又稱「太魯閣山列」，有磐石山、太魯閣大山、立霧主山、帕托魯山等高山。奇萊山群是台灣著名的高山，也是登山客往來活動頻繁的地點之一；在日治時修建能高越道路從奇萊連峰南側和能高山之間的能高埡口穿越中央山脈，在越嶺點東側，道路是沿著木瓜溪上游奇萊溪谷修建，設有多處駐在所，如奇萊駐在所。戰後有台電的輸電線路通過，利用原越嶺道改為保線路，沿途原駐在所改為保線所，如雲海、奇萊等保線所。越嶺道與保線路在花蓮段與今台14線的部分路段重疊，一般遊客也可驅車前往（未全貫通）。奇萊山群北側接近中橫公路，一般登山多由此啟程。